# مري أواري جامع
مري أواري جامع (بالصومالية: mire awaare jaamac)‏ (من مواليد 1930) عقيد في القوات المسلحة الصومالية وسياسي ورياضي صومالي.

## حياته المهنية
تخرج مري أواري جامع في العلوم السياسية عام 1976. عُيّن بعدها رئيساً للجنة الأولمبية الصومالية عام 1980.
شغل مري أواري منصب وزير الشباب والرياضة في الفترة ما بين 1980 وفبراير 1985 ثم وزير العمل والرياضة حتى ديسمبر 1987 ثم وزير الشباب والرياضة مرة أخرى في الفترة ما بين ديسمبر 1987 إلى 1989.

## تراثه
سمي أكبر ملاعب مدينة جروي عاصمة ولاية بونتلاند باسم الراحل مري أواري